# イーゾレ・トレーミティ
イーゾレ・トレーミティ（イタリア語: Isole Tremiti）は、イタリア共和国プッリャ州フォッジャ県にある、人口約500人の基礎自治体（コムーネ）。
その名称の通り、アドリア海上のトレーミティ諸島（Isole Tremiti）を領域とする。

## 名称
イーゾレはイタリア語で島々と言うことなので、コムーネの名前はトレーミティ諸島という意味である。
トレーミティ("Tremiti")と言う名前は、古代に地震活動があったことから、つまり「震える」という意味の"tremolanti"(音楽用語のトレモロと同語源)から来ている。

## 地理

### 諸島を構成する島々
- サン・ドーミノ島(San Domino)は最も観光に向き砂浜がある。
- サン・ニコーラ島(S.Nicola)には大多数の人々が居る。
- カプラーイア島(Capraia)またはカッペラーイア島(Capperaia) は国立海洋公園となっている為、無人島である。
- クレタッチョ島(Cretaccio)は巨大な粘土の固まりで、その名前は粘土(creta)を意味している。そのため無人である。
- この他、ピノーザ(Pianosa)という小島あるが無人で、高さは最大15mで波が荒れた時は隠れてしまう。

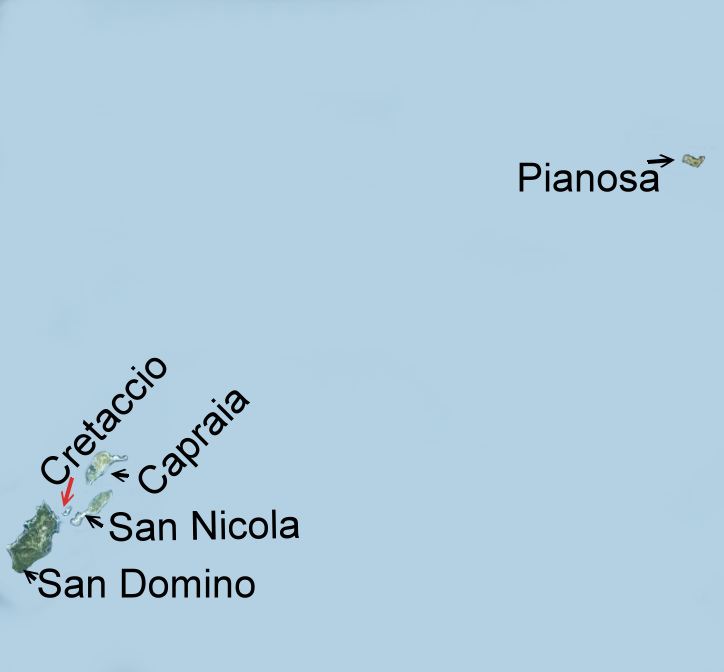
トレーミティ諸島

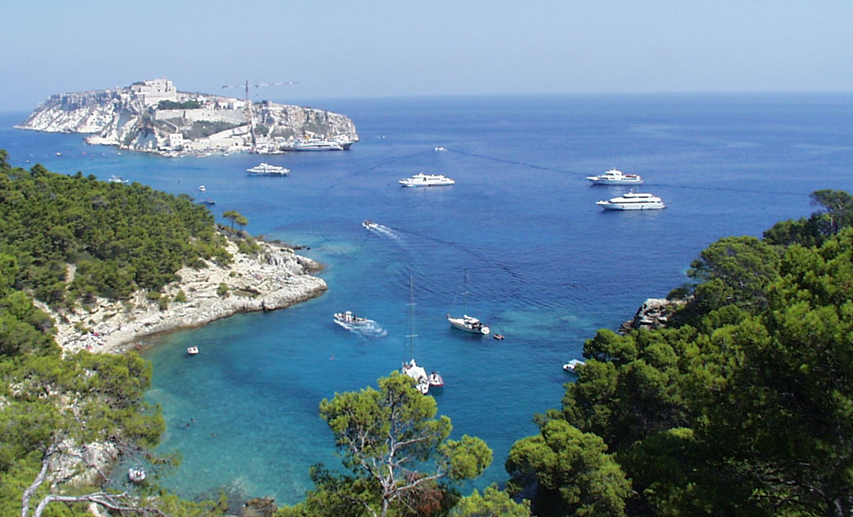
サン・ニコーラ島

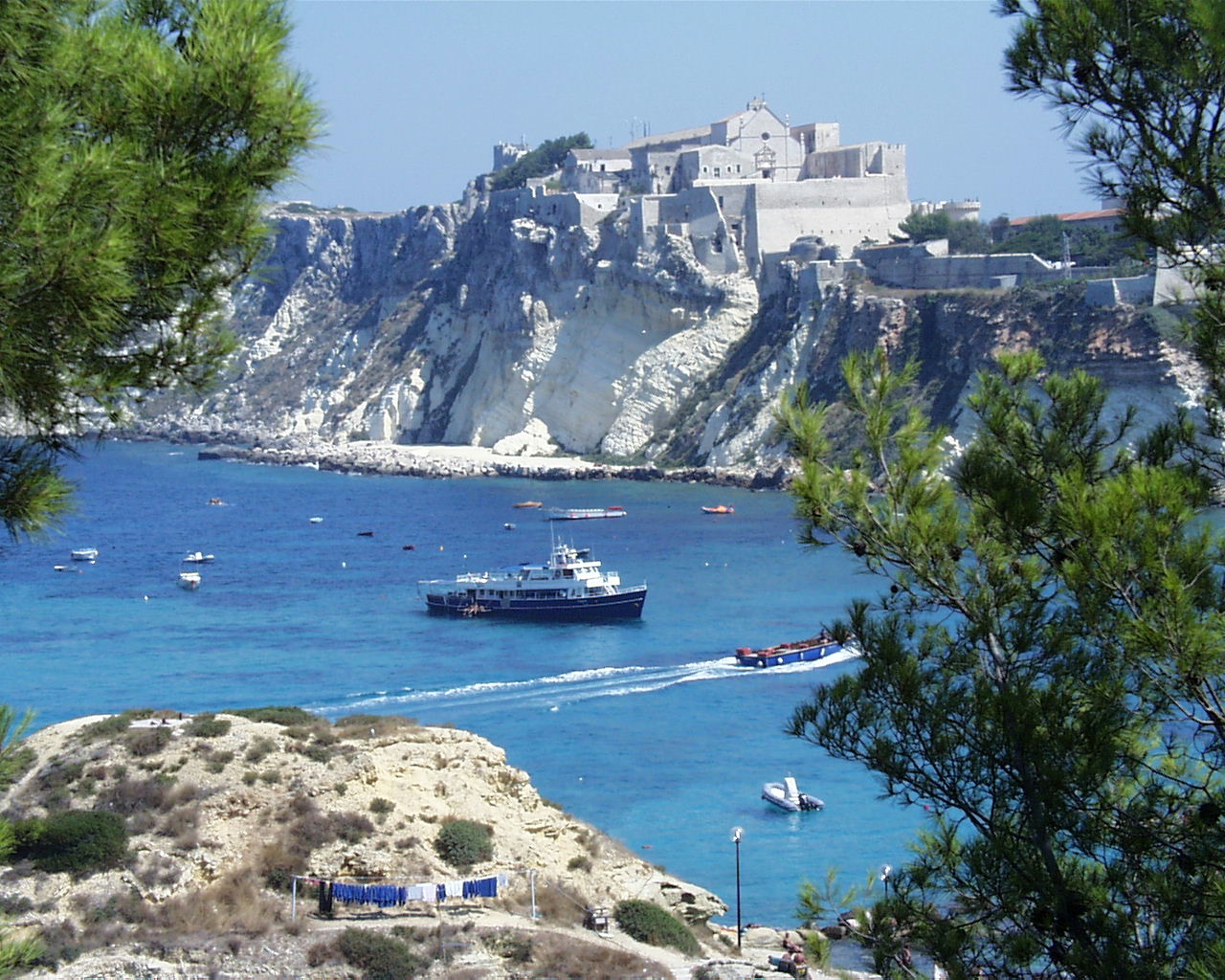
サン・ニコーラ島

## 歴史
過去には刑務所やファシズム時代の流罪の場所として使われたが、この諸島の透明な水は毎年多くの旅行者を引き付けている。